# 로컬 버스
컴퓨터 과학에서 로컬 버스(local bus, 문화어: 국부모선)는 CPU를 하나 이상의 확장 버스 슬롯에 직접, 또는 거의 직접 연결하는 컴퓨터 버스이다. CPU와 직접 연결하면 확장 버스가 일으키는 병목 문제를 막을 수 있으므로 처리를 더 빠르게 해 준다. 여러 개의 로컬 버스들이 다양한 형태의 컴퓨터 안에 내장되어 있어 데이터 전송 속도를 빠르게 한다. 확장 메모리와 그래픽 카드를 위한 로컬 버스가 가장 일반적이다.
VESA 로컬 버스가 로컬 버스의 한 예이다.
VL 버스가 뒤에 AGP 등장으로 쓰이지 않게 되었으나 AGP를 로컬 버스로 분류하는 것은 잘못된 것이다. VL 버스가 CPU 클록 속도에 맞추어 CPU의 메모리 버스에서 동작하였던 반면 AGP 주변 기기는 CPU 클록과 독립적으로 동작하는 지정된 클록 속도(보통 CPU 클록 배수를 사용하여)에서 동작한다.
로컬 버스 개념의 선구자는 다도 바나타오(Dado Banatao)이다.